# Bílá čarodějnice
Jadis z Charnu známá spíše jako Bílá čarodějnice je jedna ze záporných postav v sérii Letopisy Narnie od C. S. Lewise. Objevuje se ve dvou knihách (Lev, čarodějnice a skříň a Čarodějův synovec) a jim odpovídajících filmových zpracováních (a navíc i ve filmu Letopisy Narnie: Princ Kaspian). Za její příbuznou je také považovaná Zelená čarodějnice. Hlavně díky této postavě byly Letopisy Narnie obviněny ze sexismu.

## Původ Jadis a její příchod do Narnie

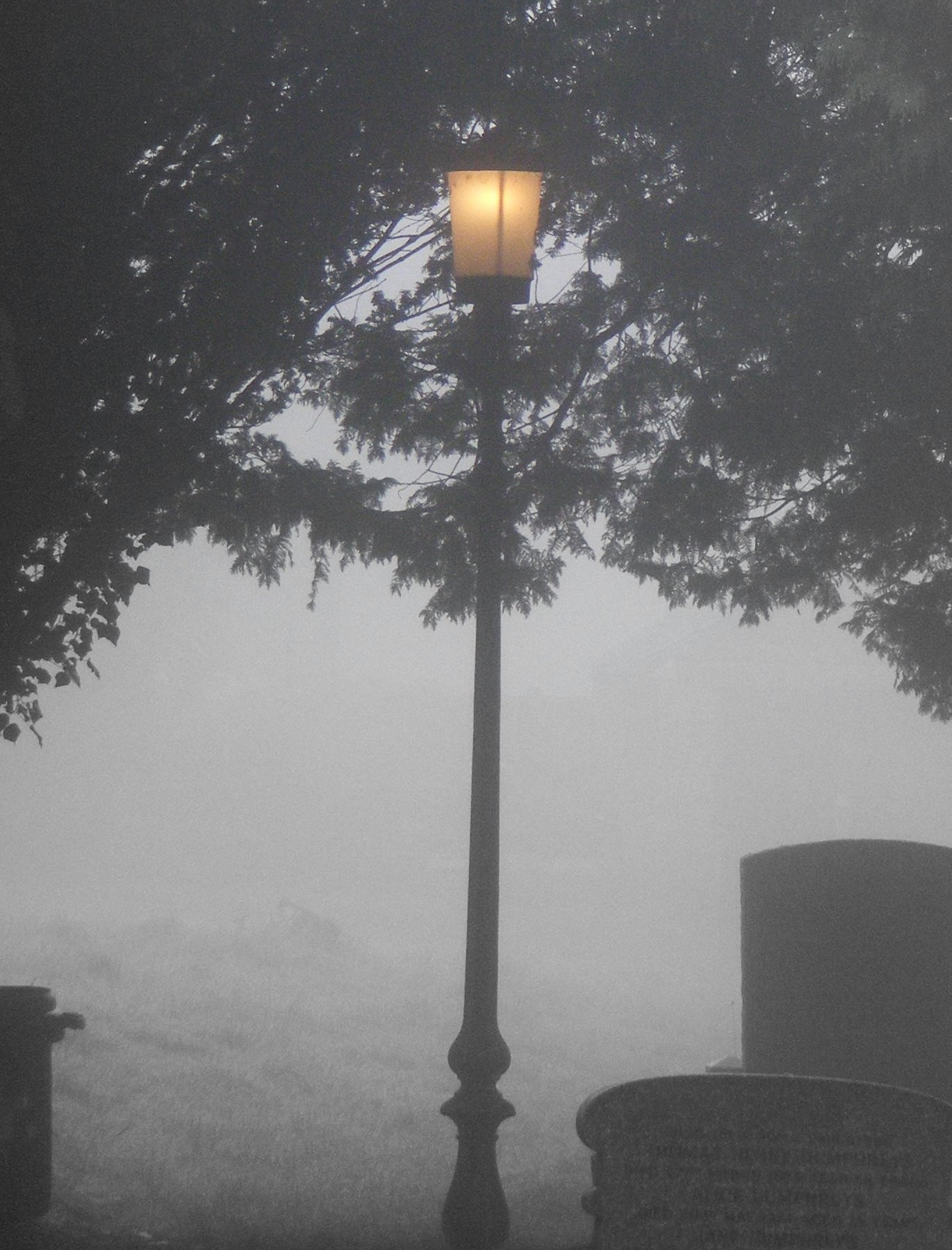
Tuto lampu Jadis neúmyslně zasadila při stvoření Narnie

Jadis z Charnu je z poloviny obryně a z poloviny džin, jejím předkem byl Adam ale ne Eva. Je poslední z královského rodu se sídlem v Charnu, zaniklém městě, které sama zničila kletbou smrti, když bojovala o korunu se svou sestrou a jako jediná přežila. Upadla do věčného spánku, dokud ji neprobudil Digory Kirke kouzelným zvonem. Zvon spustil v Charnu zemětřesení a město se začalo hroutit. Jadis se Digoryho chytila ve chvíli, kdy se s Polly přemísťoval do Lesa mezi světy. Zde Jadis pozbyla síly, když jí tu ale chtěli nechat a přemístit se do světa lidí, tak se Jadis chytila Polly a přenesla se nimi. Tam se jejím sluhou stal Diggoryho strýc Andrew Ketterley (Ondřej). Jadis znovu nabyla síly (ne ale magickou) a snažila se podmanit si svět. Během šarvátky s policií vytrhla kus pouliční lucerny a Diggory ji vzápětí přemístil spolu s Ondřejem, Polly, drožkářem Františkem a jeho koněm Jahodou do Lesa mezi světy. Pak se s nimi vrhnul do jezírka a (v domnění že je to Charn) přistáli v Narnii, kterou právě zakládal Aslan. Jadis se ho lekla a hodila po něm kus lucerny. Ta dopadla na zem a vyrostla z ní celá nová lucerna. (To místo bylo později nazýváno Planina lucerny.) Čarodějnice sice utekla, ale Aslan upozornil, že s ní vstoupilo do Narnie zlo, a poslal děti aby se vydaly hledat kouzelný sad. Tam našli Jadis, která neúspěšně přemlouvala Diggoryho, aby také ochutnal jablko mládí a vrátil se domů pro svou matku. Jadis pak byla díky ochranné jabloni držena daleko od Narnie v západní pustině. Díky jablku mládí se stala nesmrtelnou, prožívala ale ohromnou bolest.

## Vláda Jadis v Narnii

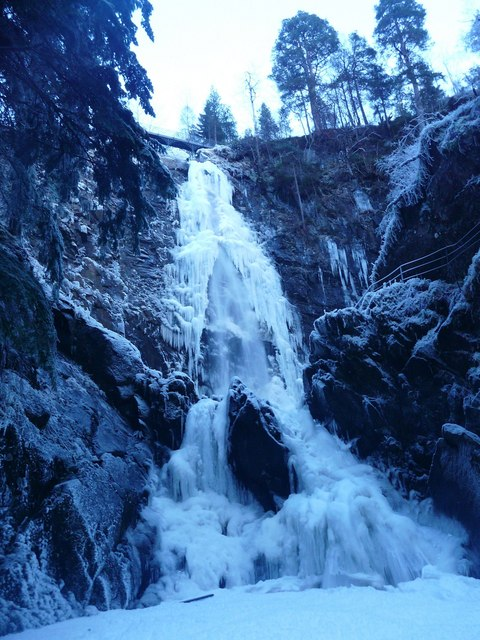
Následky vlády Jadis

Dlouho po vládě prvního narnijského krále (a bývalého drožkáře) Františka I., kdy na trůn nastoupila královna Labuťka, ovládla Jadis Narnii a vytvořila v ní trvalou zimu bez Vánoc. Své odpůrce nebo ty, kdo se jí znelíbí, mění svou kouzelnou hůlkou v kamenné sochy. Na její stranu se časem přidá část obyvatel Narnie, např. trpaslíci, vlci, minotauři či některé stromy.
Po sto letech její vlády (kniha Lev, čarodějnice a skříň) se do Narnie dostaly 4 děti Pevensiovy (Petr, Zuzana, Edmund a Lucie), které měly podle věštby Jadis z trůnu sesadit. Ta si získala jednoho z nich (Edmunda) svým kouzelným jídlem a ten jí prozradil, že se vrátil Aslan. Jadis přepadla nevýslovná hrůza a poté, co Aslan dá Edmunda z její moci vysvobodit, mu připomene, že jí dle zákona náleží všichni zrádci a má tedy právo i na Edmundovu krev. Nakonec ale přistoupí na dohodu s Aslanem, který se nechá na Kamenném stole usmrtit místo Edmunda. Aslan ale (díky staré magii, kterou Jadis neznala) znovu ožije, zničí zámek bílé čarodějky, pomůže dětem a svým věrným Narnianům porazit její armádu a ji samotnou pozře.

## Pokus o návrat
Asi o dalších 1300 let později za vlády samozvaného krále Miráze se ji pokusí vyvolat zpět trpaslík Nikabrik s ježibabou a vlkodlakem. Je jim v tom ale zabráněno a všichni tři umírají v šarvátce s králem Kaspianem X., Petrem a Edmundem Pevensiovými, jezevcem Lanýžníkem, dr. Korneliem a trpaslíkem Dýnilem. (Ve filmu se návrat Jadis téměř zdaří, ale zabrání tomu Edmund, když mečem roztříští ledovou stěnu, ve které se nachází její duše.)

## Bílá čarodějka – kniha
Knihu Bílá čarodějka napsala německá spisovatelka Ilona Maria Hilliges (*1953). Popisuje v ní vlastní příběh o nevydařeném manželství s Nigerijcem a své zkušenosti z Evropy a následně s životem v Nigérii. V Africe se autorka seznámila s rituály domorodců, zaříkáváním, věštěním, mnohoženstvím, ženskou obřízkou, vesnicí čarodějnic... a toto vše popisuje.  Kniha vyšla v Německu pod názvem Die weiße Hexe, v češtině ji vydalo nakladatelství Alpress v roce 2006.